# Dalton McGuinty

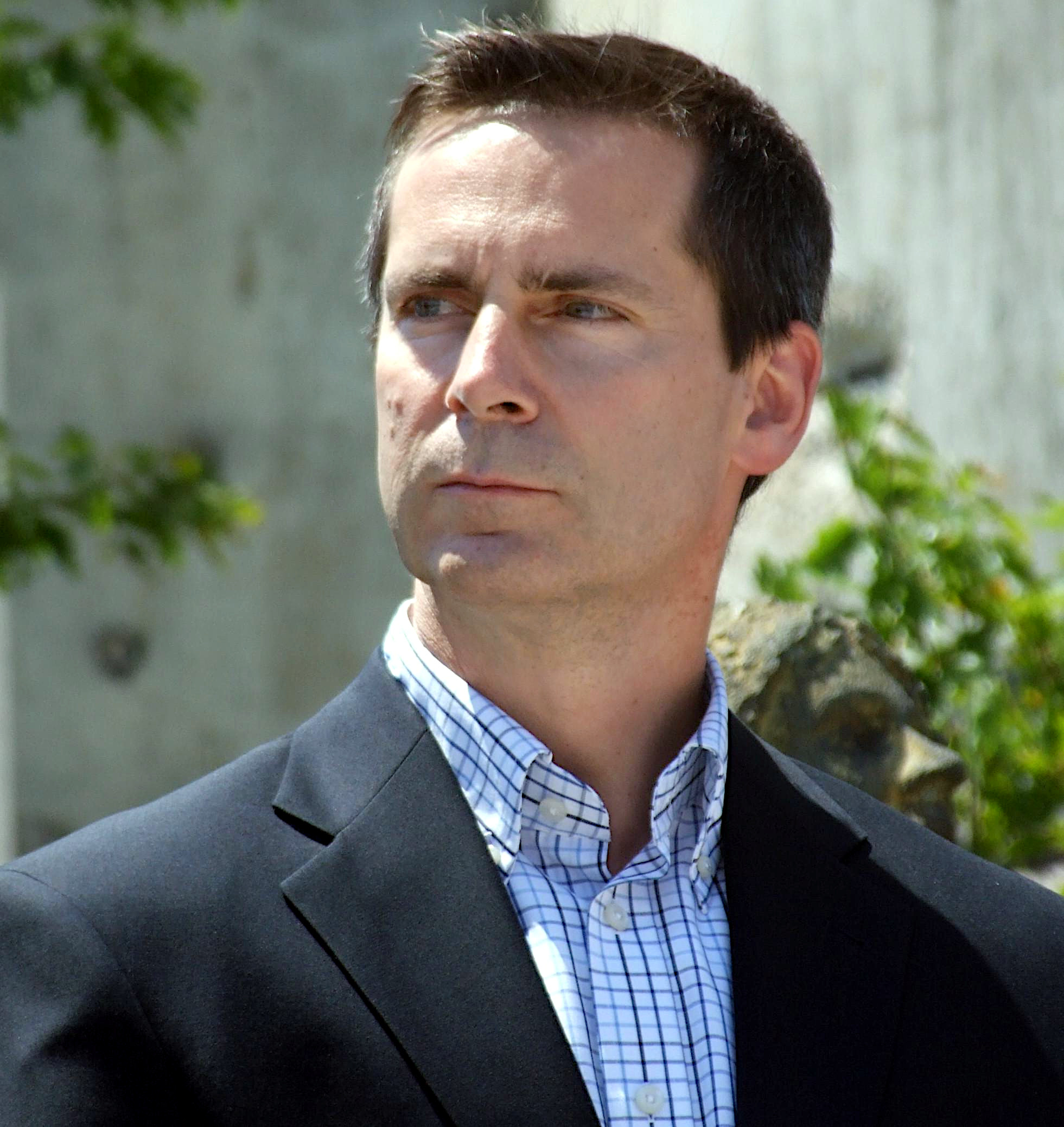
Dalton McGuinty

Dalton James Patrick McGuinty, Jr (Ottawa, Ontario, 19 juli 1955) is een Canadees politicus. Van 23 oktober 2003 tot 2013 was hij premier van de provincie Ontario.
McGuinty, lid van de Ontario Liberal Party won in 1990 bij provinciale verkiezingen de zetel in het parlement van Ontario die voordien door zijn vader werd bezet. Na enkele opeenvolgende verkiezingsnederlagen van de Liberalen verwierf McGuinty in 1996 het leiderschap over de partij waarna hij tevens leider van de oppositie in het provinciale parlement werd. Zijn eerste electorale test kwam in 1999 toen zijn partij wederom een verkiezingsnederlaag te verwerken kreeg en McGuinty zelf zijn eigen zetel met geringe meerderheid behield.
In 2003 wonnen de Liberalen onder McGuinty's leiding de verkiezingen en vormde hij zijn eerste regering. Hij volgde hiermee Ernie Eves op als premier van Ontario. Al snel in zijn eerste jaar als premier brak McGuinty zijn belangrijkste verkiezingsbelofte om de belastingen niet te verhogen. Hij deed dit toch omdat, volgens hem, de vorige regering onder Eves een groter begrotingstekort hadden achtergelaten dan werd verwacht.
McGuinty's populariteit kreeg in de beginjaren een flinke deuk maar hij herwon gaandeweg weer meer krediet. In 2007 wonnen zijn Liberalen een tweede termijn in Ontario.